# Белый Георгий

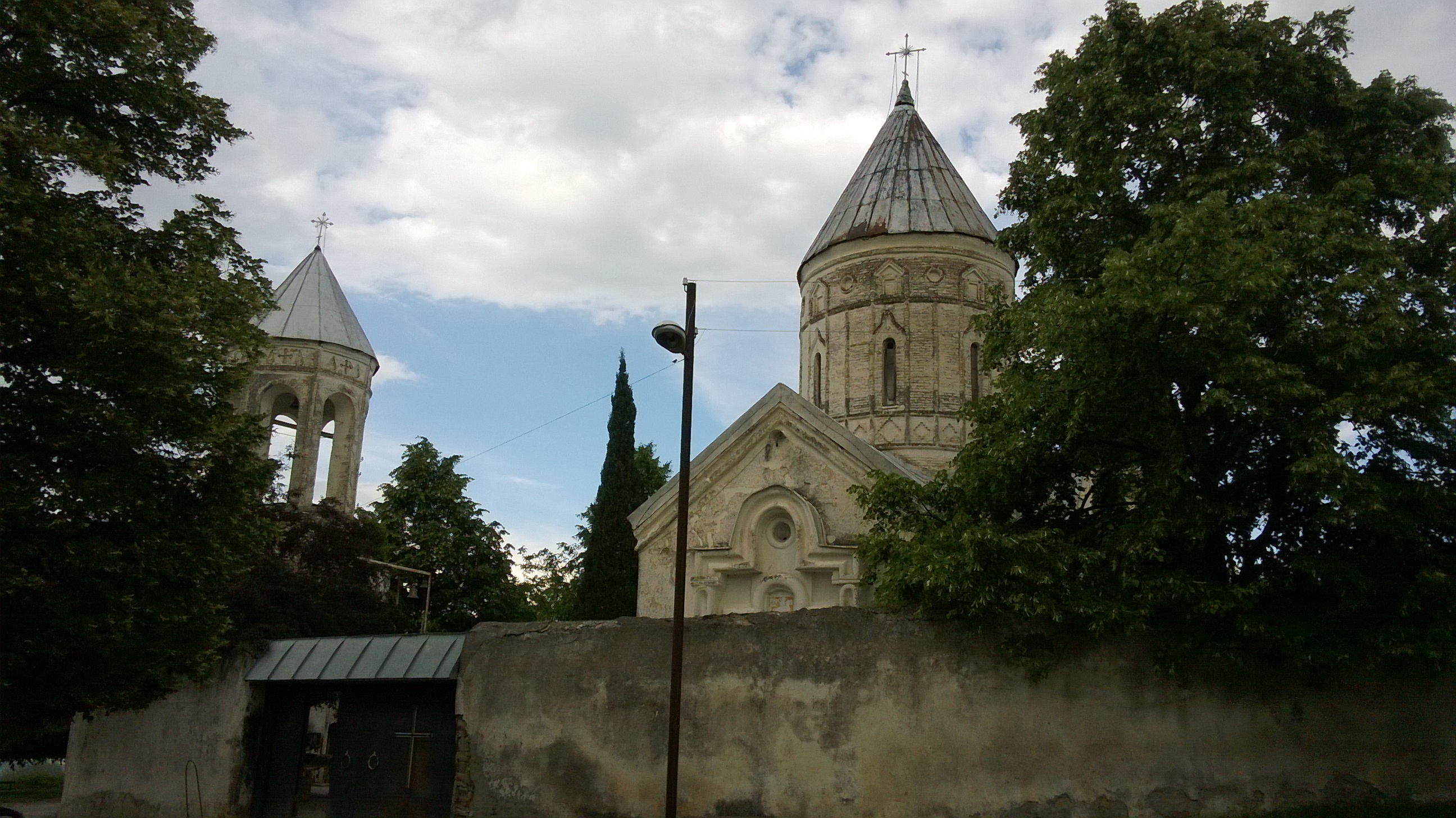
Церковь Белого Георгия в Телавском районе Грузии.

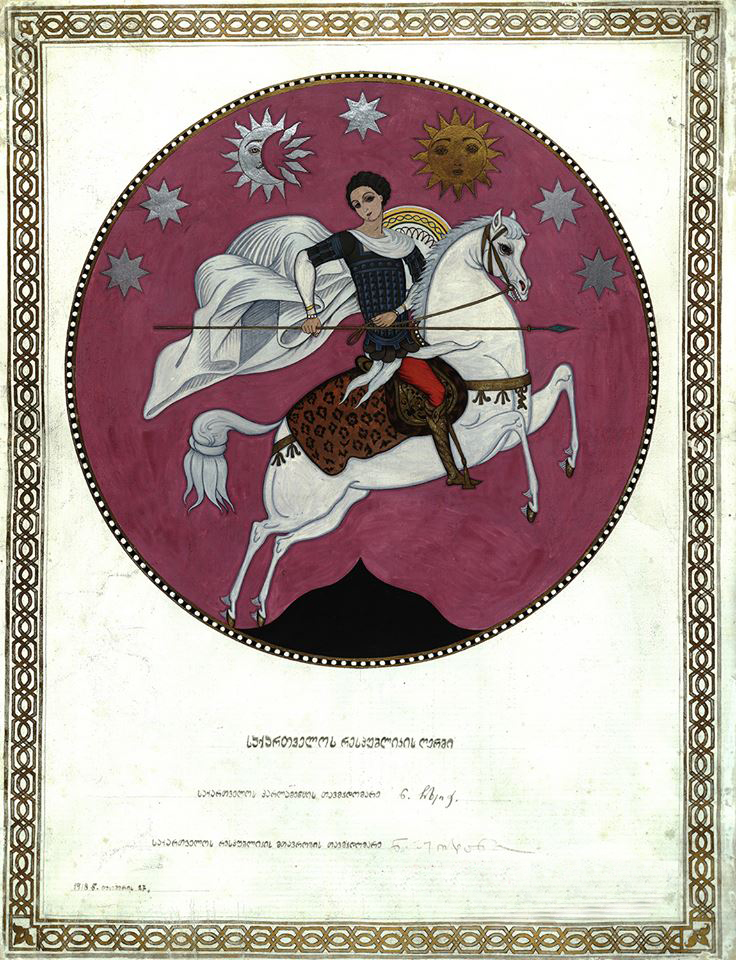
Белый Георгий и семь небесных светил, 1918 год. Герб Грузинской демократической республики.

Белый Георгий (груз. თეთრი გიორგი) — одно из имён христианского святого Георгия, распространённое в Грузии, особенно в северо-восточных высокогорных районах страны.
Белый Георгий использовался как национальный символ, как часть герба Грузии в 1918—1921 и 1991—2004 годах. Белый Георгий дал название нескольким политическими и иным организациям, в частности антисоветской группе грузинских эмигрантов в Европе и военизированным грузинским формированиям 1990-х годов.

## История
Святой Георгий почитается в Грузии с глубокой древности. Экзоним «Георгия» использовался применительно к ней с XI или XII века, вероятно, ошибочно, на основании народной этимологии, большой популярности этого святого там.
Культ Белого Георгия связан, в частности, с территорией Кахетии. Он синкретичен, сочетая в себе христианского святого с культом местного лунного божества.
Праздник Белого Георгия (тетригиоргоба), отдельный от праздника христианского святого Георгия, раньше отмечался ежегодно 14 августа, когда множество паломников из восточных грузинских районов присутствовали на ночном торжестве в главном месте поклонения Белому Георгию, в церкви XIV века, расположенной у монастыря Алаверди в Ахмете (Кахетия).

## В геральдике
В мае 1918 года власти Грузинской демократической республики, недавно получившей независимость от Российской империи, выбрали конное изображение Белого Георгия в качестве центрального элемента своего герба. Согласно воспоминаниям Реваза Габашвили этот образ стал более секулярным, поскольку его христианская символика была отвергнута социал-демократическим правительством Грузии. На этом изображении Белый Георгий представлен в виде вооружённого всадника под «семью небесными светилами» (семью классическими планетами).
Этот герб использовался до советского захвата Грузии в 1921 году и вновь в постсоветской Грузии с 1991 по 2004 год